# Allison Williams
Allison Williams (New Canaan, 13 aprile 1988) è un'attrice statunitense.

## Biografia
Nata nel Connecticut, è figlia della produttrice televisiva Jane Gillan Stoddard e del conduttore di NBC Nightly News Brian Williams. Si diplomò nel 2006 alla Greenwich Academy, per poi iscriversi all'Università Yale dalla quale si è laureata in Inglese nel 2010. Mentre studiava a Yale, Allison è stata membro per quattro anni della troupe di improvvisazione comica Just Add Water, inoltre ha recitato nella webserie di YouTube College Musical ed è stata iniziata alla società segreta di Yale St. Elmo.
Nel 2010 Allison ha cantato un mash-up della canzone Nature Boy con la base di A Beautiful Mine del musicista RJD2, ossia la canzone tema della serie televisiva Mad Men. Il video della performance su YouTube ottenne buone opinioni dal pubblico, e fu grazie ad esso che il produttore Judd Apatow la scelse nel ruolo di Marnie nella serie di HBO Girls. Quando vinse il provino per il ruolo, lei stessa dichiarò il merito avuto dalla precedente esperienza con la troupe Just Add Water. Girls è andato in onda per la prima volta il 15 aprile 2012.
L'attrice ha scritto una serie di sketch per Funny or Die, nei quali ha interpretato una caricatura della novella sposa Kate Middleton, affiancata dall'attore e modello britannico Oliver Jackson-Cohen nel ruolo del principe William. È apparsa, inoltre, in un episodio della terza stagione della serie The League. La Williams ha interpretato anche il ruolo ricorrente di Cheryl nella webserie Jake e Amir, sul sito web CollegeHumor. Ha successivamente ottenuto il ruolo di Rose Armitage in Scappa - Get Out di Jordan Peele, film vincitore di premio Oscar. Nel 2018 ottiene il ruolo di protagonista nel film prodotto da Netflix The Perfection. Nel 2022 è una delle protagoniste del film Megan.

## Filmografia

### Attrice

#### Cinema
- College Musical, regia di Kurt Hugo Schneider (2014)
- Scappa - Get Out (Get Out), regia di Jordan Peele (2017)
- The Perfection, regia di Richard Shepard (2018)
- Horizon Line - Brivido ad alta quota (Horizon Line), regia di Mikael Marcimain (2020)
- Megan, regia di Gerard Johnstone (2022)
- M3GAN 2.0, regia di Gerard Johnstone (2025)

#### Televisione
- American Dreams – serie TV, episodi 2x18 e 3x02 (2004)
- Will & Kate: Before Happily Ever After – webserie, 4 episodi (2011)
- The League – serie TV, episodio 3x11 (2011)
- Girls – serie TV, 55 episodi (2012-2017)
- The Mindy Project – serie TV, episodi 1x11, 1x12 e 1x13 (2013)
- Una serie di sfortunati eventi (A Series of Unfortunate Events) – serie TV, 8 episodi (2018-2019)
- Patrick Melrose – miniserie TV, episodio 1x1 (2018)
- Compagni di viaggio (Fellow Travelers) – miniserie TV (2023)

### Doppiatrice
- I Simpson (The Simpsons) – serie animata, episodio 27x01 (2015)

## Riconoscimenti
- MTV Movie & TV Awards
  - 2017 – Candidatura per il miglior cattivo per Scappa – Get Out[14]

- National Board of Review
  - 2017 – Miglior cast per Scappa – Get Out[15]

- Screen Actors Guild Award
  - 2018 – Candidatura per il miglior cast cinematografico per Scappa – Get Out[16]

## Doppiatrici italiane
Nelle versioni in italiano delle opere in cui ha recitato, Allison Williams è stata doppiata da:
- Valentina Favazza in Girls, Scappa - Get Out, Horizon Line - Brivido ad alta quota
- Eleonora Reti in The Perfection, Megan, M3GAN 2.0
- Chiara Gioncardi in Una serie di sfortunati eventi
- Valentina Mari in Patrick Melrose
- Emanuela Damasio in Compagni di viaggio